# Municipio de Orthel
El municipio de Orthel (en inglés: Orthel Township) está ubicado en el condado de Hancock en el estado estadounidense de Iowa. En el año 2010 tenía una población de 221 habitantes y una densidad poblacional de 2,38 personas por km².

## Geografía
El municipio de Orthel se encuentra ubicado en las coordenadas 43°7′12″N 93°54′28″O / 43.12000, -93.90778. Según la Oficina del Censo de los Estados Unidos, el municipio tiene una superficie total de 92.78 km², de la cual 92,61 km² corresponden a tierra firme y (0,19 %) 0,17 km² es agua.

## Demografía
Según el censo de 2010, había 221 personas residiendo en el municipio de Orthel. La densidad de población era de 2,38 hab./km². De los 221 habitantes, el municipio de Orthel estaba compuesto por el 96,83 % blancos, el 0,45 % eran afroamericanos, el 0,9 % eran asiáticos, el 1,81 % eran de otras razas. Del total de la población el 1,36 % eran hispanos o latinos de cualquier raza.